# Укуз
Укуз — село в Курахському районі Дагестану.
Село розташоване на межі з Агульським районом, за 28 км від райцентру.
Площа села 900га. Колись (до 1970 р.) в селі було 70 дворів, 3 млина, мечеть, кілька пірів (святих місць); зараз — 9 сімей. Найбільше мешканців села переселилося в с. Магомедкала Дербентського району. В 1936 році мечеть було зруйновано «соціалістичним братом», а на її місці збудували школу. Нині діти ходять в Хверєджську школу.
Укуз — старовинне село. Тут багато давніх могил, що йдуть під землю в 2-3 яруси. Неабиякий інтерес для вчених надихнули могили в сидячому положенні. До якого періоду вони відносяться досі невідомо.